# 佐々木功 (作家)
佐々木 功 (ささき こう) は日本の小説家。東京都国立市在住。

## 来歴
大分県大分市出身。東京郊外に育ち、早稲田大学第一文学部卒業。
一般企業勤務を経て、2017年『乱世をゆけ　織田の徒花、滝川一益』(受賞時のタイトルは『乱世をゆけ』筆名は佐木コウ)  で第9回角川春樹小説賞を受賞。小説家としてデビューした。

## 作品
- 『乱世をゆけ 織田の徒花、滝川一益』角川春樹事務所 2017/9/29 ISBN 978-4758413114
- 『慶次郎、北へ 新会津陣物語』角川春樹事務所 2018/5/11 ISBN 978-4758441698
- 『織田一の男、丹羽長秀 』光文社 2019/5/23 ISBN 978-4334912840
- 『家康の猛き者たち　三方ヶ原合戦録』角川春樹事務所 2020/4/15 ISBN 978-4758443326
- 『真田の兵ども』角川春樹事務所 2021/12/15 ISBN 978-4758413961
- 『天下一のへりくつ者』光文社 2021/1/19 ISBN 978-4334913830